# Jan Rajtar
Jan Stanisław Rajtar (ur. 23 kwietnia 1939 w Folwarkach, zm. 25 lutego 2012 w Warszawie) – polski ekonomista i polityk, poseł na Sejm X kadencji.

## Życiorys
Syn Józefa i Genowefy. Ukończył w 1962 studia ekonomiczne w Szkole Głównej Planowania i Statystyki w Warszawie. Był pracownikiem naukowym Katedry Ekonomiki Rolnictwa tej uczelni oraz Instytutu Rozwoju Wsi i Rolnictwa Polskiej Akademii Nauk. Publikował prace z zakresu ekonomiki rolnictwa m.in. w „Zielonym Sztandarze”, był zastępcą redaktora naczelnego periodyku „Wieś Współczesna”.
W 1989 uzyskał mandat posła na Sejm kontraktowy. Został wybrany w okręgu puławskim z puli Zjednoczonego Stronnictwa Ludowego (należał do tej partii od 1962). Na koniec kadencji był członkiem Klubu Poselskiego Polskiego Stronnictwa Ludowego. Pracował w Komisji Polityki Gospodarczej, Budżetu i Finansów, której był zastępcą przewodniczącego, oraz w Komisji Stosunków Gospodarczych z Zagranicą i Gospodarki Morskiej. Nie ubiegał się o reelekcję. Pozostał związany z PSL jako członek władz Stowarzyszenia Parlamentarzystów Ruchu Ludowego.
Był również doradcą prezesa zarządu i dyrektor departamentu w Banku Gospodarki Żywnościowej, a także wiceprezesem zarządu spółki prawa handlowego.
W 1980 otrzymał Złoty Krzyż Zasługi.